# Marguerite Taos Amrouche
Marie-Louise-Taos Amrouche (4 martie 1913 în Tunis, Tunisia - 2 aprilie 1976 în Franța) a fost o cântăreață și scriitoare de origine algeriană.

## Cărți scrise
- Jacinthe noire (1947)
- La Grain magique (1966)
- Rue des tambourins (1969)
- L’amant imaginaire (1975)